# Espostoa lanata subsp. lanianuligera
Espostoa lanata subsp. lanianuligera ist eine Unterart der Pflanzenart Espostoa lanata in der Gattung Espostoa aus der Familie der Kakteengewächse (Cactaceae). Das Epitheton lanianuligera leitet sich von den lateinischen Worten lanius für ‚Metzger‘ sowie -ger für ‚tragend‘ ab.

## Beschreibung
Espostoa lanata subsp. lanianuligera wächst baumförmig mit von der Basis bis auf halbe Wuchshöhe verzweigten Trieben und erreicht Wuchshöhen von 3 bis 5 Metern. Die grünen Triebe weisen Durchmesser von 5 bis 11 Zentimeter auf. Es sind 19 bis 30 etwas gekerbte Rippen vorhanden, die 6 bis 9 Millimeter hoch sind. Die 70 bis 90 nadeligen, weißlichen Dornen sind 6 bis 9 Millimeter lang. Die ein bis zwei Mitteldornen werden erst spät ausgebildet. Sie sind pfriemlich, grau und 1 bis 4 Zentimeter lang. Das Cephalium ist rötlich bis orangefarben.
Die weißen Blüten sind 5,5 bis 7 Zentimeter lang. Die roten bis nahezu weißen Früchte besitzen eine Länge von 3 bis 4 Zentimeter.

## Verbreitung und Systematik
Espostoa lanata subsp. lanianuligera ist in Peru im Tiefland der Region Cajamarca verbreitet.
Die Erstbeschreibung als Espostoa lanianuligera erfolgte 1981 durch Friedrich Ritter. Graham J. Charles stellte 2002 die Art als Unterart zur Art Espostoa lanata.

## Nachweise